# Pteromalus tibialis
Pteromalus tibialis är en stekelart som beskrevs av Christian Gottfried Daniel Nees von Esenbeck 1834. Pteromalus tibialis ingår i släktet Pteromalus och familjen puppglanssteklar.
Artens utbredningsområde är Tyskland. Inga underarter finns listade i Catalogue of Life.